# Parco nazionale di Alatish
Il parco nazionale di Alatish è un parco nazionale situato nel nord-ovest dell'Etiopia. Si trova 900 km a nord di Addis Abeba nella regione di Benishangul-Gumuz, ricopre una superficie di 2665 km² ed è stato istituito nel 2006.

## Geografia e flora
La topografia del parco è caratterizzata da pianure pianeggianti e ondulate, interrotte da vallate, fiumi, colline e, in alcuni casi, da zone umide ricche di acqua solo durante la stagione delle piogge. I tipi prevalenti di vegetazione sono la foresta mista, dominata da alberi dei generi Combretum e Terminalia, la vegetazione ripariale e quella propria delle zone umide, in cui si trovano anche alberi sparsi di acacie, Terminalia e dattero del deserto. Sono presenti anche distese di savana erbosa dove crescono alberi di Anogeissus leiocarpa e di Combretum, e zone collinari dove prevalgono le specie di Ficus e di bambù del genere Dendrocalamus.

## Fauna
La fauna del parco comprende, oltre a numerosi mammiferi più piccoli, ad es. roditori e simili, 23 specie di grandi mammiferi, tra cui l'elefante, il leopardo e i kudù maggiore e minore, nonché sette specie di rettili e anfibi. Nel 2016 è stata scoperta una popolazione di leoni di cui non si sospettava l'esistenza, composta da circa 200 esemplari diffusi nel parco e nel vicino parco nazionale del Dinder in Sudan. Tra le specie di rettili degne di nota vi sono il pitone di Seba, il varano, il cobra egiziano, il mamba nero e il serpente arboricolo di Blanding.

## Abitanti
Nelle vicinanze del parco vivono membri di tribù appartenenti a diversi gruppi etnici (Gumuz, Agew e Amhara).